# Ursula Damm
Ursula Damm (* 14. Juli 1960 in Boppard) ist eine deutsche Bildhauerin, Mixed-Media-Künstlerin und Professorin für Gestaltung Medialer Umgebungen an der Bauhaus-Universität Weimar.

## Leben
Damm studierte von 1981 bis 1989 an der Kunstakademie Düsseldorf, wo sie eine Schülerin von Günther Uecker war. Von 1995 bis 1998 folgte ein Studium an der Kunsthochschule für Medien Köln. Für ihre künstlerischen Leistungen wurde sie 1998 mit dem Spiridon-Neven-DuMont-Preis ausgezeichnet. Von 2001 bis 2004 war sie Mitarbeiterin an der Kunsthochschule für Medien Köln für Valie Export. Seit 2008 hat sie die Professur der Gestaltung Medialer Umgebungen (GMU) an der Bauhaus-Universität Weimar inne.

## Werk
Zu Damms frühen Arbeiten gehören Skulpturen aus Drahtgeflecht, Erde und Stoff. Seit 1989 gestaltet sie Installationen, in denen sie Texte, Fotos und Videos verarbeitet. Ab 1995 wurden die Werke interaktiv und digital, wobei zunächst die Verarbeitung von Trackingdaten im urbanen Raum im Vordergrund stand. Seit 2004 arbeitet Damm vermehrt im Kontext biologischer Environments, die bis heute ein Schwerpunkt ihres Schaffens sind.
Seit 1985 ist Ursula Damm bei Ausstellungen präsentiert worden. Dazu gehörten Einzelausstellungen im Goethehaus New York (1992) und an der Brunnenwand der Kunstsammlung NRW K20 (2005). Sie hat an zahlreichen Festivals und internationalen Ausstellungen teilgenommen, darunter Ars Electronica 1999, Cyberarts 2006, Sensing Place (HEK Basel, 2012), Translife Triennale 2011 (NAMOC Beijing) und SOFT CONTROL: Kunst, Wissenschaft und das technologische Unbewusste (Maribor, Slowenien). Ursula Damm erhielt Stipendien der Cité des Arts Paris und von Institutionen in Marseille, Mailand, New York, Helsinki und Rotterdam. 2014 war sie Gastkünstlerin in der Abteilung für Bildende Künste der UCSD San Diego. Ihre Arbeiten sind in den Dauerausstellungen des Ludwig-Museums in Koblenz, des Bundeslandes Rheinland-Pfalz und des HEK in Basel (Schweiz) zu finden.

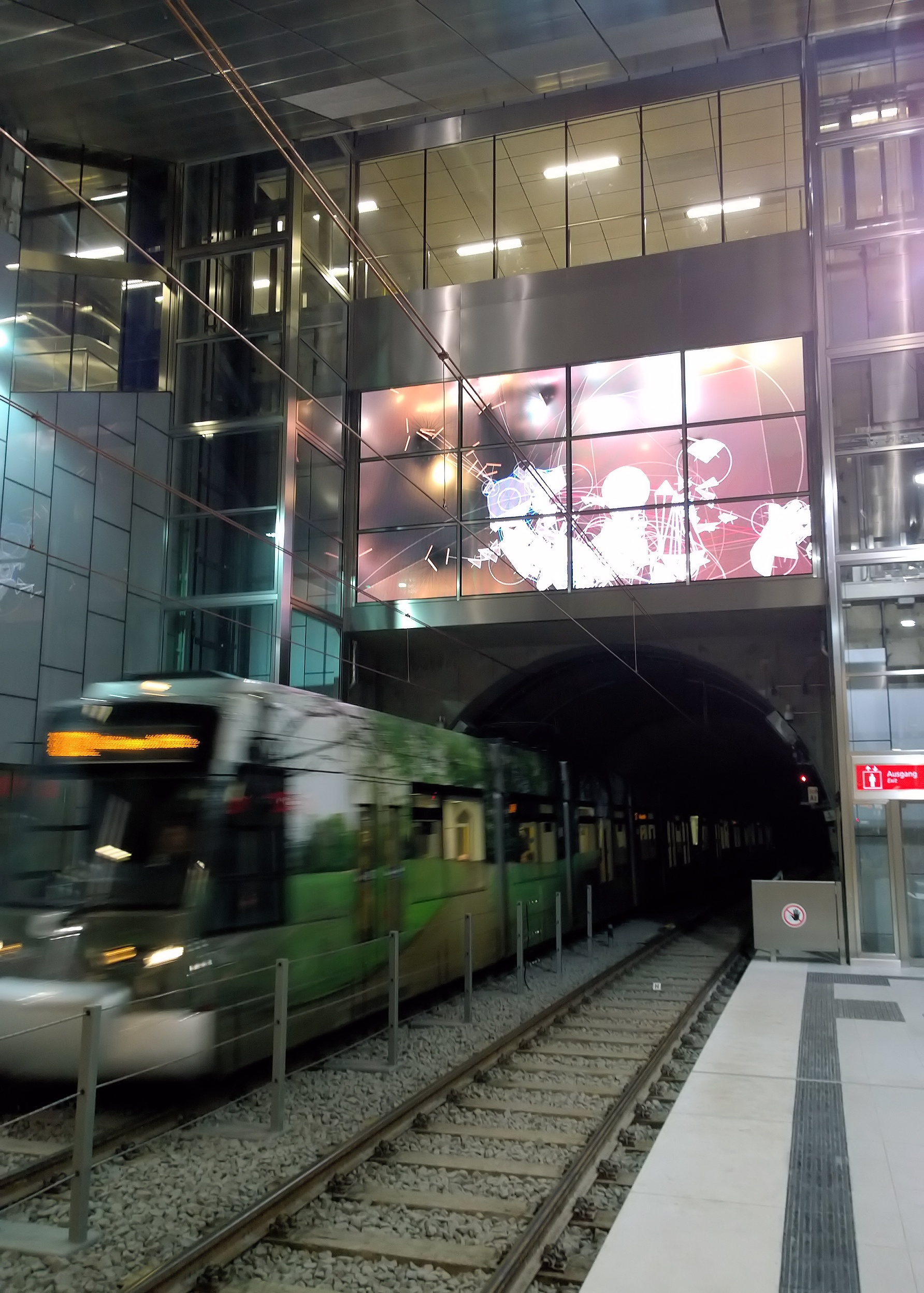
LED-Projektion am U-Bahnhof Schadowstraße

2016 war sie an der Gestaltung der neu eröffneten U-Bahn-Station Schadowstraße in Düsseldorf beteiligt. Dafür schuf sie die interaktive Installation »Turnstile«. Dabei werden mit einer Videokamera Bewegungen von Passanten vor dem U-Bahnhof aufgenommen, grafisch abstrahiert und auf einer LED-Projektionsfläche innerhalb der Station abgebildet.
2022 wurde »Kontinuum« eröffnet, ein Kunst-am-Bau Auftrag als interaktiven Wetterbericht im Flux Gebäude der Eawag, Dübendorf/Schweiz.

## Ausstellungen (Auswahl)

### Einzelausstellungen
- 1992: Goethehaus New York
- 1993: Ursula Damm. RaumMuster, Neuer Aachener Kunstverein (mit Katalog)
- 2005: Ursula Damm: Zeitraum, Brunnenwand der Kunstsammlung NRW K20 (mit Katalog)
- 2019: Shared Habitats, MO Museum Vilnius (Ausstellung der Professur)[5]

### Gruppenausstellungen
- 1990: Treibhaus 5, Kunstmuseum Düsseldorf (mit Katalog von Stephan von Wiese)
- 1999: Ars Electronica
- 2006: CyberArts, Ars electronica
- 2006: ECHO. Neue Medien – Alte Meister, Wallraf-Richartz-Museum, Köln
- 2007: BIOS4, Centro Andaluz de Arte Contemporáneo, Sevilla, Spain
- 2008: Surveillance and Control, Centro de Arte la Regenta, Gran Canaria
- 2009: Landschaft 2.0, Edith-Russ-Haus für Medienkunst, Springhornhof Neuenkirchen
- 2010: Process is paradigm, Laboral, Gijon, Spain
- 2011: TransLife: Media Art China 2011 at NAMOC, Beijing
- 2012: SOFT CONTROL: Art, Science and the Technological Unconscious, Maribor/Slovenia Sensing place, Haus der elektronischen Künste Basel
- 2014: Elements of Art and Science, Ars Electronica Center Linz, Hybris, Halle 14 Leipzig
- 2018: Cyberarts 2018, Ars electronica L.A.B: 2018 NCKU Bi²ennale – Technology and Art, Tainan, Taiwan
- 2019: Shared Habitats, Campus Ars electronica, Membrane, Galerie Nord Kunstverein Tiergarten Berlin Milano Design Week, Base Milano, Entangled Realities – Leben mit künstlicher Intelligenz, HEK Basel Seasons of Media Arts, ZKM Karlsruhe
- 2020: When the butterflies of the sould flutter their wings, Laboral Centro de Arte y Creacion Industrial, Gijon, Spain
- 2021: AI Delivered: Redemption, Chrous Art Center Shanghai
- 2022: AI Delivered: Redemption, A4 Museum Chengdu Swarm, Science Gallery Melbourne Topologies of the Real: Techne Shenzen, Shenzhen Museum of Contemporary Art and Urban Planning
- 2022: Swarm: Science Gallery Melbourne